# Crabeater Point
Der Crabeater Point (in Argentinien Punta Pacheco, in Chile Punta Lepe) ist eine Landspitze an der Bowman-Küste des Grahamlands auf der Antarktischen Halbinsel. Sie liegt 6 km östlich des Victory-Nunatak am südöstlichen Rand des Mobiloil Inlet.
Die Landspitze ist der nordwestliche Ausläufer eines markanten Gebirgskamms, den Wissenschaftler der United States Antarctic Service Expedition (1939–1941) am 28. September 1940 fotografierten. Trimetrogon-Luftaufnahmen entstanden am 22. Dezember 1947 bei der US-amerikanischen Ronne Antarctic Research Expedition (1947–1948). Der Falkland Islands Dependencies Survey nahm im Dezember 1958 eine Vermessung der Landspitze vor und gab ihr ihren deskriptiven Namen. In der Aufsicht erinnert sie in Verbindung mit dem angrenzenden Gebirgskamm an einen liegenden Krabbenfresser (englisch crabeater seal). Namensgeber der argentinischen Benennung ist Federico Nicolás Pacheco, eines der Todesopfer des Absturzes einer Avro Lincoln B019 in der chilenischen Provinz Tierra del Fuego am 22. März 1950. Chilenische Wissenschaftler benannten die Landspitze dagegen nach Víctor Lepe, der bei der 17. Chilenische Antarktisexpedition (1962–1963) an der Erkundung von Robert Island beteiligt war.